# Vixen
A Vixen egy nőkből álló amerikai hard rock/glam metal együttes. Jelenlegi tagjai: Lorraine Lewis, Roxy Petrucci, Share Pedersen (Ross) és Britt Lightning. 1971-ban alakultak meg a minnesotai St. Paul-ban. Eredetileg Genesis néven működtek, de - mivel már létezik egy brit rockegyüttes ezen a néven - Vixenre változtatták a nevüket.

## Története
Jan Kuehnemund gitáros alapította a zenekart. Az együttes volt a legelső női rockegyüttes Minnesotából. A zenekar 1988-ban leszerződött az EMI-hoz, majd 1989-ben megjelent a legelső stúdióalbumuk. 1990-ben már a második nagylemezük is megjelent. 1991-ben feloszlottak, nézeteltérés miatt. 1997-ben újraalakultak, felvették magukhoz Gina Stile-t és Rana Ross-t. 1998-ban piacra került a harmadik nagylemezük. Ezután megint feloszlottak. 2001-ben új tagokkal megint összeállt a zenekar. Turnéra menet közben a tagok nagy többsége (Janet Gardner, Roxy Petrucci és Pat Holloway, az új basszusgitáros) összeveszés miatt kiléptek a zenekarból, így egyedül Kuehnemund maradt a zenekarban. Teljesen új tagokat fogadott fel, és 2006-ban megjelentették a negyedik nagylemezüket, és egy koncertalbumot.
2012 végén tervben volt a Vixen eredeti felállásának koncertje, de 2013 januárjában Jan Kuehnemund-ot rákkal diagnosztizálták, végül ugyanezen év októberében, 51 évesen elhunyt. Ezzel a zenekar koncertjének terve véglegesen szertefoszlott. 2013 decemberében a "megmaradt" tagok egy koncertet tartottak, Kuehnemund tiszteletére. Az együttes 2014 óta koncertezik továbbra is. 2017 márciusában Gina Stile-t Brittany "Britt Lightning" Denaro vezetőgitárosává vált, és 2019 januárjában Janet Gardner akkor énekes kilépett a zenekarból. Gardner-t végül Lorraine Lewis követte, a Femme Fatale-tól, egy másik, 2013-tól kezdődően, és az 1980-as években Vixen kortársai voltak.

## Diszkográfia
- Vixen (1988)
- Rev It Up (1990)
- Tangerine (1998)
- Live & Learn (2006)